# 사토 히로시 (축구 선수)
사토 히로시(일본어: 佐藤 浩, 1972년 3월 7일 ~ )는 일본의 전 축구 선수이다.

## 구단 경력
과거 요코하마 플뤼겔스, 산프레체 히로시마, 나고야 그램퍼스 에이트, 요코하마 F. 마리노스에서 활동하였다.